# Сасыков, Александр Тимофеевич
Александр Тимофеевич Сасыков (31 августа 1932, Кутейниковская, Северо-Кавказский край — 1996, Элиста) — советский калмыцкий театральный актёр, педагог, народный артист РСФСР (1986).

## Биография
Александр Тимофеевич Сасыков родился 31 августа 1932 года в станице Кутейниковская Зимовниковского района Северо-Кавказского края (сейчас Ростовская область) в семье служащего. Отец, Тимофей Петрович Сасыков, работал в советско-партийных органах, был участником войны, имел ранение, боевые награды. Мать, Анна Санжиновна, работала счётным работником. В 1947 году окончил школу-семилетку в селе Рыбное Красноярского края, затем окончил местный сельхозтехникум и стал агрономом-плодоовощеводом. С 1955 года работал оформителем на слюдяной фабрике и в районном Доме культуры в Заозёрном Красноярского края. Вернувшись в Калмыкию, был художником в РДК посёлка Башанта и в артели «1 Мая» в Элисте.
В 1963 году окончил калмыцкую студию ЛГИТМиКа (педагоги О. И. Альшиц, Г. А. Товстоногов, Р. А. Сирота).
С 1963 года до конца жизни служил в Калмыцком драматическом театре им. Б. Басангова. За 35 лет работы в театре сыграл более сотни ролей.

О театре он говорил: 
«Театр — это моя профессия, моя гражданская позиция, моя судьба. Давно уже прошло увлечение внешней стороной актёрского дела. Сегодня я король, завтра — нищий, послезавтра — председатель колхоза, потом министр или чародей… Главное для меня – человек. Во всей своей сложности и противоречивости».
Снимался в кино, известен по главной роли деда в фильме «Пегий пёс, бегущий краем моря».
Был художественным руководителем театрального отделения при Элистинском музыкальном училище, преподавал актёрское мастерство и сценическое движение.
Был председателем Калмыцкого отделения СТД, депутатом Верховного Совета Калмыцкой АССР.
Умер в 1996 году.

### Семья
- Жена — актриса Алефтина Убушиевна Кекеева (1936—2016), заслуженная артистка Калмыцкой АССР[2][3].

## Награды и премии
- Заслуженный артист Калмыцкой АССР.
- Заслуженный артист РСФСР (22.12.1976).
- Народный артист РСФСР (22.09.1986).

## Работы в театре
- «Чууче» — Пииря
- «Будамша» — Будамша
- «Воззвание Ленина» — Тeлт бакши
- «Последние» М. Горького — Яков
- «Дядя Ваня» А. П. Чехова — Серебряков
- «Емеля» — староста
- 1987 — «Белая ворона» по пьесе Туфана Миннуллина — старика Альмандар[4]

## Фильмография
- 1990 — Пегий пёс, бегущий краем моря (СССР, Германия) — дед
- «Великий самоед», «Талисман», «Гибель Отрара», «Кровавое ущелье», «Здравствуй, Пушкин», «Эйдетизм»

## Память
- Именем Сасыкова  названа Элистинская детская школа искусств No 2.